# Diastata macula
Diastata macula är en tvåvingeart som beskrevs av Chandler 1987. Diastata macula ingår i släktet Diastata och familjen sumpskogsflugor.
Artens utbredningsområde är Nepal. Inga underarter finns listade i Catalogue of Life.